# Amniocentèse
L'amniocentèse  est une procédure médicale invasive utilisée pour un diagnostic prénatal, dans laquelle 20 ml de liquide amniotique sont extraits de la cavité amniotique (l'amnios constitue avec le chorion l'enveloppe de l'œuf) dans laquelle se trouve le fœtus.
L'amniocentèse peut être pratiquée dès que l'on considère qu'il y a assez de liquide amniotique entourant le fœtus, à partir de la 14e semaine d'aménorrhée jusqu'à la fin de la grossesse.
Elle fait partie avec la biopsie de trophoblaste (choriocentèse) et la ponction de sang fœtal (cordocentèse) des moyens invasifs de diagnostic prénatal.
L'amniocentèse permet :
- de rechercher d'éventuelles maladies génétiques ou les anomalies chromosomiques, dont la plus courante est la trisomie 21 ;
- de rechercher certaines infections fœtales (toxoplasmose, cytomégalovirus) ;
- de pratiquer des analyses biochimiques tel la bilirubinamnie dans la maladie hémolytique du nouveau-né.

Dans le cadre de la trisomie 21, le caryotype fœtal réalisé à la suite de l'amniocentèse permet le diagnostic anténatal. Elle est un maillon d'une chaîne visant à détecter et à prévenir les anomalies chromosomiques chez le fœtus (après l'échographie du premier trimestre dite échographie de datation qui, elle, est obligatoire, et le dosage de marqueurs sériques chez la mère) et entre dans le cadre de la génétique. Sa pratique est soumise au consentement des futures mères.
Elle est proposée aux femmes enceintes dans un certain nombre de cas où les tests sanguins (« marqueurs sériques ») révèlent une perturbation des taux d'hormones et de protéines pouvant faire penser que la probabilité d'une trisomie 21 fœtale est supérieure au seuil de 1/1000, ou que l'échographie du premier trimestre de grossesse objective un épaississement de la clarté nucale.

## Historique
Jusqu'en 1950 il n'y avait pas de dépistage lors de la grossesse. Un médecin du St Mary's Hospital de Manchester, Douglas Bevis (1919-1994), a publié ses recherches dans The Lancet en 1950. Il analysait des échantillons de liquide amniotique, et y recherchait des risques de maladie hémolytique du nouveau-né.

## Risques
Chez les femmes enceintes porteuses du virus du Sida ou de l'hépatite B, une amniocentèse risque de transmettre cette maladie au fœtus.
L'amniocentèse est un peu moins risquée pour le fœtus que la prise d'un échantillon de trophoblaste (biopsie de trophoblaste), mais cette dernière peut être réalisée plus tôt, souvent entre la 11e et la 13e semaine de développement.
Les risques de l'amniocentèse sont :
- la fuite de liquide amniotique ;
- la rupture prématurée des membranes ;
- la mort fœtale in utero, rare ;
- la fausse couche (risque évalué entre 0,33 % et 1 %[4]) dont les causes peuvent être :
  - une infection du milieu amniotique à la suite du geste (le plus courant),
  - une blessure du fœtus dû au geste chirurgical,
- naissance prématurée et faible poids du nouveau-né, en raison du stress provoqué par l'acte[5]

Le risque de perte de la grossesse est évalué entre 0,5 et 1,0 % dans les statistiques de 2007[réf. nécessaire].
À la suite d'une amniocentèse, une grossesse dite « normale » devient « grossesse à risques », dont la surveillance échographique et obstétricale se resserre jusqu'à la date présumée de l'accouchement.

## Procédure

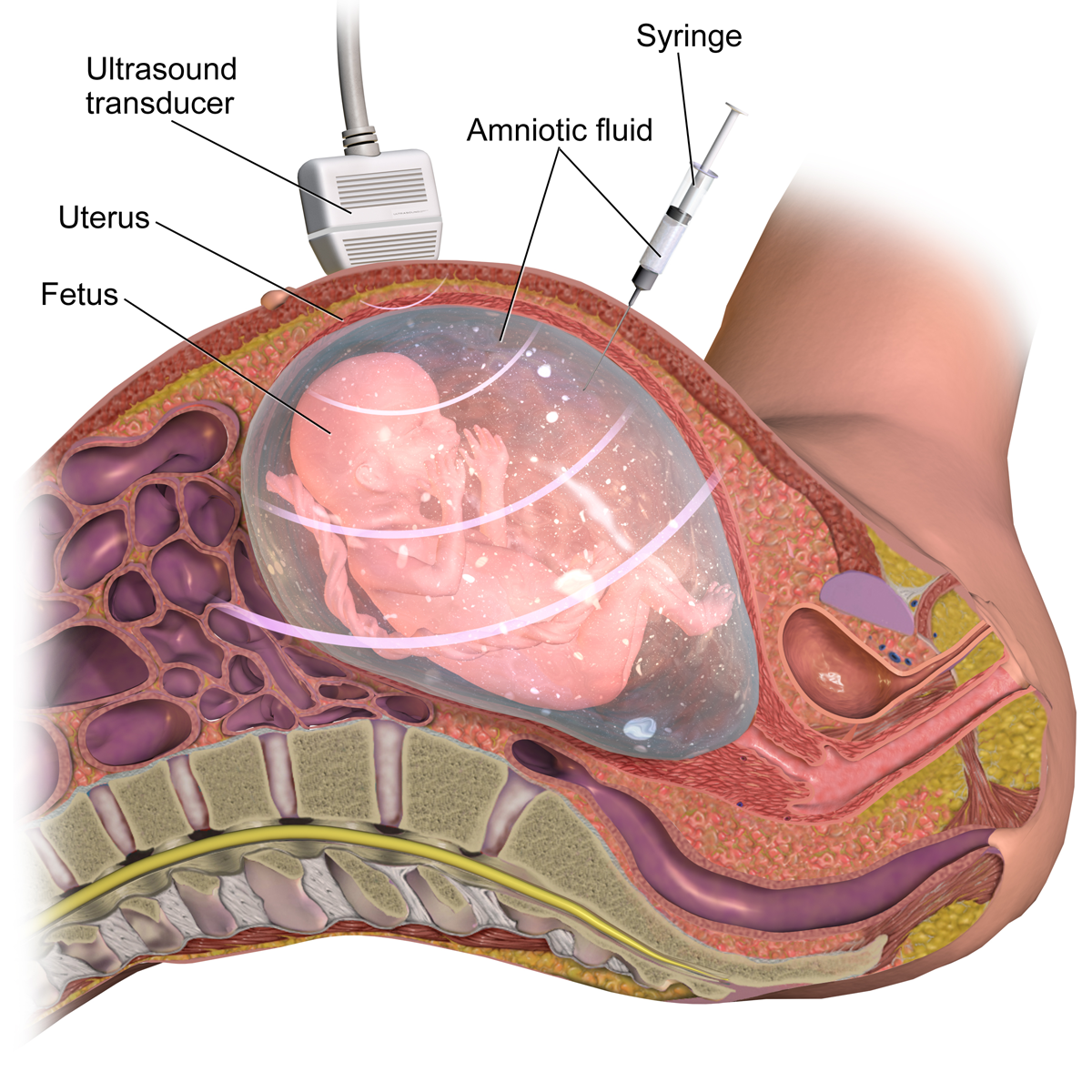
Schéma d’une amniocentèse.

Le liquide amniotique est obtenu en utilisant une longue aiguille montée sur une seringue et guidée par ultrasons et passant à travers l'abdomen de la mère. Le prélèvement ne nécessite pas la plupart du temps d'anesthésie locale et ne fait pas plus mal qu’une simple piqûre. La quantité de liquide amniotique est de 20 ml pour effectuer un caryotype.
Si la femme est du groupe Rhésus négatif, il faut administrer à celle-ci des immunoglobulines spécifiques anti-D à la naissance afin de prévenir la maladie hémolytique du nouveau-né.
L'examen peut échouer et donner lieu à un autre rendez-vous, parfois différé de plusieurs semaines :
- si la seringue ne se remplit pas (ponction dite « blanche ») ;
- si le sang maternel vient se mélanger au prélèvement, le rendant ininterprétable.

## Résultat
Le résultat d'un caryotype par étude du liquide amniotique est long (3 à 4 semaines) car il est nécessaire que les cellules se multiplient (culture cellulaire) pour pouvoir individualiser les chromosomes. Il existe une technique d'hybridation in situ en fluorescence (FISH) qui permet de donner le résultat en quelques heures, mais seulement pour les trisomies 21, 13, 18 et pour d'autres anomalies concernant les chromosomes sexuels. La culture cellulaire doit cependant être effectuée pour confirmer le résultat. Selon le Centre Mère Enfants de Québec en 2004, depuis que l'hybridation in situ en fluorescence est disponible, on fait beaucoup moins de ponction de cordon pour obtenir du sang fœtal. Toujours au Québec, cette technique coûte environ 375 dollars canadiens.

## Tests
Son but principal est le caryotype du fœtus, autrement dit la carte de ses chromosomes pour dépister les anomalies du caryotype comme la trisomie 21 (syndrome de Down). On met en culture ses cellules afin de les regarder au microscope. On mesure également la concentration d'alpha-fœtoprotéine qui est un marqueur d'anomalie neurologique comme le spina bifida.
Une enquête est en cours dans toute la France, afin de vérifier si en combinant les différentes méthodes de dépistages de la trisomie 21, telles que la mesure de la clarté nucale, le dosage des marqueurs sanguins sériques, l’âge et l’histoire familiale de la mère, on pourrait baisser jusqu’à 5 % contre 11 % actuellement le taux d’amniocentèse requis et pratiqué, considéré comme préoccupant par la Haute Autorité de Santé, compte tenu notamment de l'augmentation correspondante des risques de fausse-couche associée et des conditions anxiogènes dans lesquelles cet examen est proposé aux futures mères.

## Critères retenus pour une amniocentèse
L'amniocentèse pouvant être dangereuse pour le fœtus, il existe des critères pour choisir quand on décide de la faire pratiquer :
- l'âge de la mère est supérieur à 38 ans ;
- l'âge de la mère est inférieur à 38 ans, mais le calcul du risque intégré (combinaison logarithmique qui tient compte de l'âge de la mère + clarté nucale + longueur cranio-caudale + valeur des marqueurs sériques sanguins du premier trimestre) devient supérieur à 1/250 (exemple: 1/100, 1/78) ;
- il y a eu des antécédents dans la fratrie, ceux-ci pouvant éventuellement se répéter pour l'enfant à naître soit par le hasard, soit par un problème dans la méiose qui se répète ;
- un des parents a une mosaïque de cellules portant une anomalie même si son caryotype est normal ;
- un des parents est porteur d'anomalie des chromosomes équilibrées :
  - translocation robertsonnienne équilibrée,
  - translocation réciproque équilibrée,
  - inversion péri ou paracentrique,
  - anomalie des gonosomes : XXX ou XYY,
  - plus on crée des déséquilibres faibles dans la méiose, plus l'enfant à naître sera viable,
- signe d'appel échographique : malformation des organes (du cœur, des reins, omphalocèle, etc.), clarté nucale élevée, quantité de liquide amniotique, retard de croissance ;
- présence d'un marqueur sérique dont l'évolution (augmentation/diminution) selon l'âge de la grossesse peut faire penser à l'accroissement d'un risque de HT21 :
  - alpha-fœtoprotéine,
  - béta HCG,
  - estriol.

## Alternative à l'amniocentèse
Le risque zéro de porter un enfant trisomique n'existe pas, il met toujours en balance le risque de 1/x. Toutes les femmes sont donc concernées par ce risque quel que soit leur âge, bien qu'il devienne statistiquement plus important après 35 ans.
Il est possible de réduire statistiquement le risque intégré (surtout s'il est perturbé par le résultat des marqueurs sériques du 1er trimestre) par le biais :
- d'une échographie de contrôle (dit genetic scan, pratiqué entre la 16e et la 20e semaine de grossesse par un spécialiste ou un échographiste issu d'un service hospitalier de diagnostic anténatal).
Le risque intégré est recalculé à la suite de cette intervention, et peut faire sortir la patiente de la zone à risque (exemple: son résultat de risque intégré passe de 1⁄123 à 1⁄290, auquel cas l'amniocentèse ne lui sera en principe plus proposé, bien que le risque de trisomie 21 soit toujours présent) ou bien confirmer par une valeur de mesure échographique experte, l'existence effective d'un risque apparu dans le premier calcul ;
- de la prescription d'un examen sérologique dit « des marqueurs sériques » au 2e trimestre de grossesse (protéines et hormones/hCG, β-hCG libres, estriol, Ue3, AFP), dont les valeurs indicatives (ascendantes ou descendantes) peuvent permettre de détecter plus précisément l'accroissement ou le décroissement du risque statistique de HT21.

Les examens alternatifs précités peuvent accroître ou apaiser la suspicion d'existence d'une trisomie 21.
Il existe depuis les années 2010 un nouveau test, le test génétique non invasif de la trisomie 13, 18 et 21 fœtale (TGNI). Ce test n'est pas généralisé et s'adresse uniquement (pour le moment) aux femmes faisant partie d'une population dite à risque.
Ce test est le plus efficace des tests proposés en 2015, avec un taux de détection de la trisomie 21 de 99,9 % pour l’analyse de l’ADN libre fœtal contre 95,8 % pour le dépistage classique, avec un taux de faux positifs de 0,06 % dans le groupe du test de l’ADN libre fœtal contre 5,4 % avec les autres tests.
Ce test peut être effectué plus tôt, au cours de la grossesse, que l'amniocentèse, et les résultats sont disponibles dans les quinze jours.
En France, depuis le 17 janvier 2019 l’analyse de l’ADN libre circulant dans le sang maternel pour la trisomie 21 (ADNlcT21) — ou dépistage prénatal non invasif (DPNI) — est prise en charge par l’Assurance Maladie, à certaines conditions. A noter que cette technique alternative ne détecte que la trisomie 21.

## Coût et prise en charge
En France, la loi indique que l'institution de Sécurité Sociale rembourse intégralement tout examen d'amniocentèse si le risque intégré est élevé. Les cas permettant d'avoir accès à cette prise en charge à 100% sont les suivants :
- lorsque la clarté nucale fœtale est supérieure au 95e percentile pour la longueur cranio-caudale du fœtus ;
- lorsque le dépistage combiné de la trisomie 21 au 1er ou 2e trimestre retrouve un risque supérieur à 1/250 ;
- lorsque la mère présente des antécédents personnels ou familiaux de maladies génétiques ou chromosomiques ;
- lorsque la mère a présenté un fœtus porteur d'une maladie génétique ou chromosomique lors d'une grossesse précédente ;
- lorsque la surveillance habituelle de la grossesse (sérologies, échographies) met en évidence un risque particulièrement élevé de maladies génétiques, chromosomiques ou infectieuses du fœtus.

En dehors de ces cas, l'amniocentèse n'est pas légitime au regard de l'assurance maladie. On parle alors d'amniocentèse « de convenance », non remboursée par l'assurance maladie : le tarif tourne autour de 500 à 800 euros (en fonction du degré de dépassement d'honoraire effectué par le praticien préleveur)[réf. à confirmer].
De plus, il y a coût et coût :
celui qui revient à la collectivité (c'est-à-dire la prise en charge du remboursement net par la Sécurité Sociale), et celui qui revient à la patiente.